# Choroba Bowena
Choroba Bowena (łac. morbus Bowen) – postać raka przedinwazyjnego (carcinoma in situ) skóry; pojedyncze lub mnogie ogniska, dobrze odgraniczone od skóry zdrowej, brunatnawej barwy, o hiperkeratotycznej lub gładkiej powierzchni.

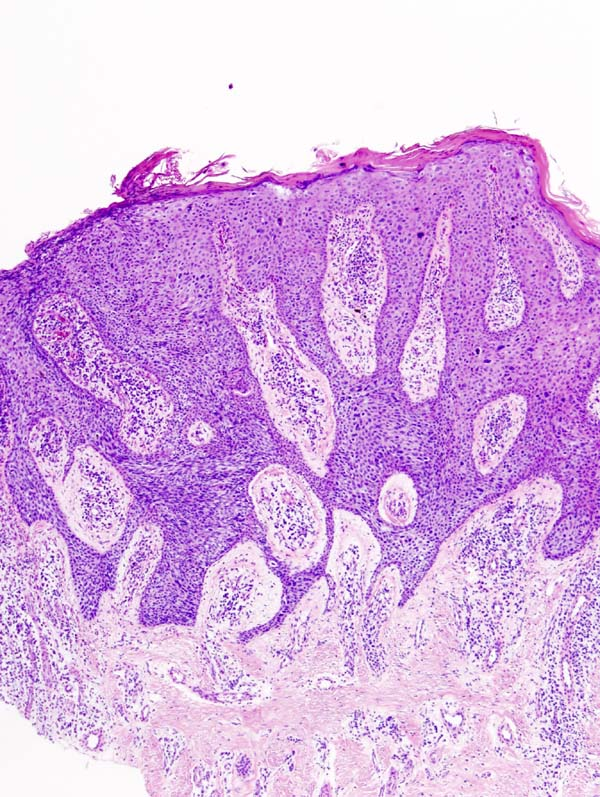
Obraz histologiczny choroby Bowena

## Patogeneza
Uważa się, że związek z wystąpieniem choroby Bowena mają takie czynniki jak:
- uszkodzenie skóry przez promieniowanie słoneczne
- toksyny (arszenik)
- immunosupresja
- infekcje wirusowe (HPV-16)
- przewlekłe choroby skóry.

## Objawy i przebieg
Dla choroby Bowena charakterystyczne są zmiany płasko-wyniosłe, wyraźnie odgraniczone, szerzące się na obwód "pełzakowato". W środkowej części zmiany może pojawić się nadżerka i zanik bliznowaty.
Zmiany lokalizują się najczęściej na skórze kończyn i tułowia.
Zmiany nie ustępują samoistnie, 10% przypadków choroby Bowena z czasem przechodzi w raki kolczystokomórkowe.
Gdy zmiany dotyczą żołędzi prącia bądź warg sromowych, mówi się o erytroplazji Queyrata.

## Różnicowanie
- Rak podstawnokomórkowy powierzchowny (basalioma superficiale)
- Liszaj płaski zanikowy i barwnikowy (lichen planus pigmentosus atrophicans)
- Łuszczyca zadawniona (psoriasis inveterata)

## Leczenie
- krioterapia
- laseroterapia
- chirurgiczne usunięcie
- 5% maść 5-fluorouracylowa.

## Historia
Jednostkę chorobową jako pierwszy opisał John Templeton Bowen w 1912 roku.